# Ocean’s Eleven: Ryzykowna gra

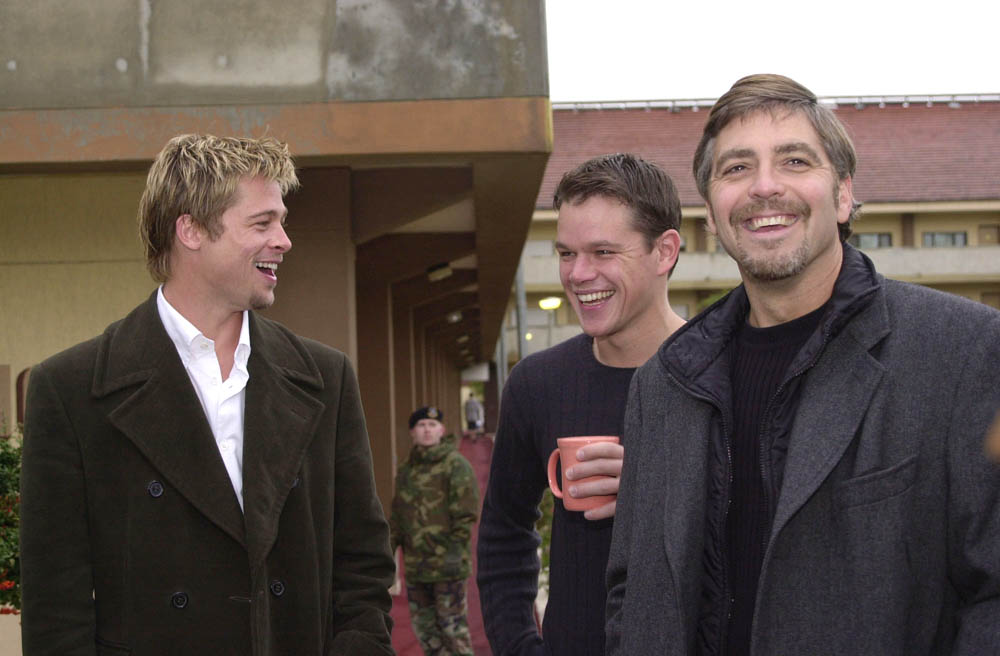
Odtwócy głównych męskich ról. Od lewej: Brad Pitt, Matt Damon i George Clooney

Ocean’s Eleven: Ryzykowna gra (ang. Ocean’s Eleven) – kryminalna komedia sensacyjna produkcji amerykańskiej w reżyserii Stevena Soderbergha. Jest to remake kryminału z 1960 roku pod tym samym tytułem z Frankiem Sinatrą i Angie Dickinson w rolach głównych.
Zdjęcia kręcono w Las Vegas, Chicago, Atlantic City, Los Angeles, Berkeley i Palm Springs.
Film był nominowany do nagrody Cezara (2003) w kategorii najlepszy film zagraniczny.

## Fabuła
Dżentelmen włamywacz, Danny Ocean (George Clooney), wychodzi po czterech latach z więzienia w New Jersey z planem skoku na sieć kasyn w Las Vegas. W tym celu dobiera sobie dziesięciu zaufanych współpracowników, którzy są specjalistami w różnych dziedzinach, m.in. krupiera, pirotechnika i kieszonkowca. Z nimi podzieli się łupem w wysokości stu sześćdziesięciu milionów dolarów. Pod warunkiem, że skok się powiedzie i właściciel kasyn, Terry Benedict (Andy García), nie zdemaskuje ich.

## Obsada

### Jedenastka
- George Clooney – Danny Ocean
- Brad Pitt – Rusty Ryan
- Matt Damon – Linus Caldwell
- Elliott Gould – Reuben Tishkoff
- Don Cheadle – Basher Tarr
- Bernie Mac – Frank Catton
- Casey Affleck – Virgil Malloy
- Scott Caan – Turk Malloy
- Eddie Jemison – Livingston Dell
- Carl Reiner – Saul Bloom
- Shaobo Qin – „The Amazing” Yen

### Inne role
- Andy García – Terry Benedict
- Julia Roberts – Tess Ocean
- Scott L. Schwartz – Bruiser
- Michael Delano – Frank Walsh

### Role gościnne
- Steven Soderbergh – jeden ze złodziei, wraz z Basherem
- Siegfried i Roy – widzowie walki bokserskiej (jako oni sami)
- Wayne Newton – widz walki bokserskiej (jako on sam)
- Henry Silva i Angie Dickinson – jako oni sami (oboje wystąpili w oryginale)
- Władimir Kliczko – jako on sam[2]
- Lennox Lewis – jako on sam
- Jerry Weintraub – hazardzista w kasynie
- Robin Sachs – sprzedawca